# Jim Gettys
Jim Gettys est un développeur américain, né le 15 octobre 1953.

## Biographie
Avant janvier 2009, il était vice-président et responsable du logiciel système pour le projet « One Laptop per Child », dont l'objectif était de développer un ordinateur portable avec un coût de production de 100 dollars.
Avec Bob Scheifler, il fut l'un des développeurs du X Window System au Massachusetts Institute of Technology (MIT). Plus tard, il a travaillé dans le conseil d'administration de la fondation X.Org.
Il était également membre du conseil de la GNOME Foundation et a également travaillé pour le World Wide Web Consortium (W3C). Il est le rédacteur de la spécification HTTP/1.1 dans l'Internet Engineering Task Force (IETF).
Gettys aidé à établir la communauté handhelds.org consacrée au développement de solutions de poche fonctionnant sous Linux.
Il travaille désormais pour les Laboratoires Bell d'Alcatel-Lucent. 